# 明星經紀人生存記
《明星經紀人生存記》（：／），為韓國tvN於2022年11月7日起播出的月火連續劇，改編自芬妮·埃雷羅創作的法國電視劇《找我經紀人》，由《剩餘公主》、《很便宜，千里馬超市》的白承龍導演執導，《Melo Holic》、《不想去公司》的朴素英編劇執筆。
Netflix於2022年11月7日起同步上線。

## 演員陣容

### 主要人物
| 演員   | 角色   | 介紹 |
| 李瑞鎮 | 麻台旿 | Method娱乐的总管理事，毕业于名牌大学经营系的精英。理想的中年男子的外貌加上绅士与知性兼俱的完美男人。是精心计算自己和对方得与失后才会进行工作的天生的战略家风格，也是为了得到自己想要的东西，不择手段的人。平日里，总是一副以充满自信的样子处理事情的模样。 |
| 郭善英 | 千齊認 | 擁有14年經驗的經紀人，由現場經紀人慢慢升到組長的位置。求胜欲望强烈的工作狂。虽然在不择手段方面与麻台旿很相似，但是她一直想要遵守业界存在着的商业道德，最重要的是作为经纪人的那一份自豪感非常强烈。一旦确定了目标就先冲上去的性格。即使是可能性低到不能再低的事情，也要坚持不懈地坚持下去。                                                                                        |
| 徐賢宇 | 金衆敦 | Method娱乐的组长，是个性格很好的经纪人。从小就乖，总是怀着一颗对演员这个职业尊敬之心工作着。不会口出恶言，也不喜欢给别人造成伤害。因为是小心谨慎、想法多苦恼也多的类型，所以偶尔会感到郁闷，但无论何时都不会去背叛每颗真心。 |
| 朱玄英 | 邵賢周 | 新人经纪人，从小憧憬演艺圈。虽然共鸣能力很强，但是除了对站在自己一边的人之外，不会轻易表露内心想法，非常谨慎的类型。与最近的MZ一代不同，具有很强的耐心和责任感，天性较善良。虽然会在并非本意的情况下引发失误，但也会以年轻的思考方式和开放的思想意识发挥出色的机智。因为喜欢电影，从高中时期开始就一直辗转多个电影节，进行志愿活动。不知不觉中她开始憧憬经纪人这份工作。          |
| 许城泰 | 具晐駿 | 千齊認的高中同班同學，曾經暗戀過她，领导開發的交友APP席捲全球40國家。被《洛杉矶时报》评选为引领世界的十名年轻企业家之一，是一个前途无量的经营者。固执于自己的经营方式且有很强烈的胜负欲。首次参与娱乐公司的经营，但却无视现有的经纪管理体制，强迫采用自己的方式管理旗下艺人，让经纪人们感到十分折磨。他提出破格的奖金来煽动职员之间的竞争，用脱离常识的行动扰乱经纪人世界的生态…… |

### Method娱乐职员
| 演員   | 角色   | 介紹 |
| 沈昭英 | 张明爱 | Method娱乐名誉理事，资深经纪人。只认准My Way……但是在关键时刻总能给出答案的Method娱乐公司的精神支柱，在Method娱乐公司是教母般的存在。表情没有变化，语气也很冷淡、很会冷嘲热讽，但了解她这个人后才知道，这都是她傲娇的表现。“视情况工作”只是她的座右铭而已，在公司面临危机时，会拿出全部财产努力守护公司。 |
| 金國熙 | 刘恩秀 | Method娱乐事务总管经理，一个看似聪明却有着隐隐疯狂的可爱妄想主义者。世世代代都是拥有着水田、旱田17万坪，仅养的牛就有600头，是富农家的长女，因梦想着成为职业女性而来到首尔。看了不管学历和出身，谁都能成功的经纪人纪录片之后，以经纪人的身份进入了Method娱乐公司。为了进入经纪人团队，她虎视眈眈地盯着每个机会，不断提升业务能力和行政能力，在整理日程方面的能力更是没得说。                                         |
| 金泰午 | 崔振赫 | Method娱乐负责宣传的经纪人，可爱的氛围制造者。考上专科大学的服装系，一毕业就进入了造型师行业，但因为前辈的错误，他被造型师团队赶了出来，之后度过了经纪人们辞职最多的魔之三年。虽然没有特别高的学历，也没有特别突出的经历，但是在拍摄电影、电视剧的过程中，对艺人非常关心，因此他认为找到了适合自己性格的职业。因为感性丰富，感性比理性领先的时候很多，所以有时会把事情搞砸，但是天生的判断力和爆发力很强。          |
| 黃世温 | 姜熙善 | Method娱乐前台工作人员、演员。想要的东西就Power直行，直率而堂堂的自由灵魂所有者。从新西兰回来，也是为了成为演员来到韩国，抱着依靠自己的力量成为演员的想法，在大学路演起了话剧。为了最大限度地吸引经纪人的眼球，去了Method娛樂附近的咖啡厅工作，最后接到了台旿的聘请提议，但不是作为演员聘请，而是前台服务人员。她对外宣称“只是暂时做一下服务台兼职“，说自己“本职工作是演员“，然而在其他人眼里，不过是前台职员而已。 |
| 崔延圭 | 崔元宰 | Method娱乐的执行经纪人，拒绝不必要劳动的MZ世代经纪人。在咖啡厅打工时，通过社长的介绍进入了Method娱乐公司。Kakao Talk、短信等回复速度非常慢，毫不留情地拒绝聚餐的典型MZ一代。 |
| 李煌義 | 王太子 | Method娱乐代表，温柔语气和领袖风范兼备的Method娱乐之父。娱乐圈的第一代经纪人，在业界备受尊敬。过去曾是“Star Media”的实权人物，对“强弱弱强“的代表赵启峰感到失望，带着后辈张明爱出来成立了Method娱乐。 |
| 文熙景 | 姜京玉 | 王太子的妻子，被遗忘的70、80年代记忆中的歌手。30年前发行了首张专辑大受欢迎，但与太子结婚后，也结束了歌手生活。虽然想要孩子，但后来才知道太子患有无精子症。一想到太子欺骗了自己，两颗心就渐渐疏远了。虽然两人之间再无爱情可言，但也没有离婚的想法，所以明知丈夫有外遇却装作不知道。憎恶着不顾自己，一生只专注于旗下演员的丈夫。                                                                                      |

### 其他人物
| 演員   | 角色   | 介紹 |
| 金元海 | 赵启峰 | 韩国最受欢迎的经纪公司Star Media的代表。将自己从现场经纪人时期亲手创办的公司Star Media打造成业界第一的娱乐公司，是一个活生生的业界传说。25年前，在自己手下工作的王太子带着自己特别珍惜的经纪人和演员们离开公司，另立门户Method娱乐，此后与太子一直是宿敌的关系。 |

### 麻台旿周边人物
| 演員   | 角色   | 介紹 |
| 鄭惠英 | 宋银河 | 麻台旿的妻子，房地产首富的女儿，美丽外貌不输任何演员，在清潭洞经营着几家意大利餐厅。从小就有很多男人为了家境而接近她，但台旿有点不一样。她被台旿的野心、对工作的热情、稳重和深思熟虑所吸引。虽然和自己的背景相比，台旿是个寒酸的男人，但是她相信台旿的野心和梦想。他们的婚事遭到了家里的强烈反对，但她已经坏了台旿的孩子……最后她还是如愿和台旿结婚了。 |
| 申泫勝 | 麻恩結 | 麻台旿兒子，藝名高恩結，懷有演員夢卻每次試鏡都失敗，一次巧遇邵賢周後產生微妙關係，但父親似乎藏著秘密將成為兩人阻礙。 |

### 千齐认周边人物
| 演員   | 角色   | 介紹                                                                         |
| 魯常泫 | 李尚旭 | 首尔地方国税厅调查局组长，在Method娱乐进行税务调查时遇到网上偶然认识的Jane…… |

### 邵贤周周边人物
| 演員   | 角色   | 介紹 |
| 金英雅 | 邵贞熙 | 邵贤周的母亲，在釜山经营着美容院。20多岁时，因为火热的相遇怀上了贤周并独自一人养育了她，再婚后过着不羡慕别人的生活……只是有一点，她担心为了成为经纪人而只身前往首尔的女儿。 |

### 具晐骏周边人物
| 演員   | 角色      | 介紹 |
| 崔奎莉 | Sunny Lim | 具晐骏助理、Method娱乐战略企划组组长。必须获得第一名才能解气的胜负欲化身，20岁时前往美国留学踏上了精英路线，留学期间成绩优异一直获得奖学金，顺利提前毕业。被慧眼识珠的晐骏看中，一起工作并得其重用。晐骏成为Method娱乐代表后，她也顺利成为了组长，虽然被老职员们欺生，但这对她来说都是小菜一碟。 |

### Method娱乐艺人
| 演員        | 角色        | 介紹 | 登场集数 |
| 曹汝贞      | 曹汝贞      | Method旗下演员，金众敦管理。 | 1        |
| 陈善圭      | 陈善圭      | Method旗下演员，金众敦管理。 | 2        |
| 李熙俊      | 李熙俊      | Method旗下演员，千齐认管理。 | 2        |
| 金守美      | 金守美      | Method旗下演员，麻台旿管理。 | 3        |
| 徐孝琳      | 徐孝琳      | Method旗下演员，金众敦管理。 | 3        |
| 秀贤        | 秀贤        | Method旗下演员，麻台旿管理。 | 4        |
| 朴浩山      | 朴浩山      | Method旗下演员，千齐认管理。电影、电视剧、话剧、音乐剧均有涉猎的万能演员，虽然演技很好、有风度、人品也备受称赞，是所有工作人员都喜爱的演员，但只有一个人、正是现在一起拍摄电影的吴娜拉将他推开。莫名其妙成为冤家的两个人，偏偏在电影里要饰演一对深情相爱的恋人。                                 | 5        |
| 吴娜拉      | 吴娜拉      | Method旗下演员，金众敦管理。通过音乐剧出道后，在综艺、电影、电视剧等领域持续忙碌着。因为爱撒娇和洒脱的性格，她在每一个拍摄现场都是气氛制造者，但却和演员朴浩山完全不合拍。看着处处使绊、幼稚斗气的浩山，她声称两人必须拍一部动作电影才行，但余下的拍摄行程都是亲热的戏份。                       | 5        |
| 永卓        | 永卓        | Method旗下演员，颇有人气但目中无人，因为演技烂而被编剧要求退出电视剧。 | 5        |
| 金秀路      | 金秀路      | Method旗下演员，千齐认管理。公认的万能艺人，作为热爱舞台剧的演员，为了挽救舞台剧，他做出了许多努力，例如打造“金秀路计划”。为了舞台剧的复兴，他在以现代视角重新诠释的《唐璜》中饰演主人公，并打算燃烧自我，但却被首次担任导演的演员金浩英挡住了前进的步伐。                                       | 6        |
| 金浩英      | 金浩英      | 风光无限的音乐剧演员，通过《唐璜》首次挑战舞台剧导演，但因为事事干预且不合作的主人公演员金秀路，他被气到差点高血压。看到秀路要求去掉剧中最重要的游泳池场景并且拒绝入水，他认为是秀路不认可自己担任导演，因此更加上火。                                                                           | 6        |
| 金素贤      | 金素贤      | 音乐剧界的女王，席卷大韩民国所有大型音乐剧的女主人公角色，出道超过20年，依然是顶级音乐剧演员。与孙俊浩结婚后虽多次共同出演音乐剧作品，但共同主持综艺节目《音乐剧选秀》尚属首次，就在这心动不已的过程中，意想不到地与男闺蜜传出的绯闻，令夫妻二人面临危机。                                       | 7        |
| 孙俊浩      | 孙俊浩      | 唱功出色的音乐剧演员，与金素贤结婚后在音乐剧、综艺、公演等多个领域结伴活动。两人以鸳鸯夫妻闻名，但得知妻子素贤瞒着自己与男闺蜜见面后，信任开始下降，最终离家出走。 | 7        |
| 金智勳      | 金智勳      | Star Media旗下演员，自2002年出道以来，无论是迷你爱情剧还是长篇连续剧，或是现在出演的类型剧，都能完美消化，是一个演技范围宽广的演员。在得知长期合作的经纪公司瞒着自己推掉片约且只想把自己打造成能赚钱的演员后，他感到了背叛。此时，他遇到了提议打造自己梦想的演员之路的千齐认，因此陷入苦恼之中…… | 8        |
| 金姝怜      | 金姝怜      | 经历了超过20年的无名演员生活，凭借《魷魚遊戲》获得关注的实力派演员。本以为只有甜蜜的果实，但得知她因为《鱿鱼游戏》后遗症产生了意外的心理创伤，对之后的活动造成了影响。 | 9        |
| 丹尼尔·海尼 | 丹尼尔·海尼 | 被称为所有女人向往的雕刻美男演员，通过《我的名字叫金三順》开启演员生涯，目前在韩国和美国同时展开活动。在韩国寻找能够展现不同形象的作品过程中，遇到了正好合适自己的作品，虽然他为了能够加入电影而积极推荐自己，但却意想不到地遭到了导演的无礼要求。                                               | 10       |
| 李順載      | 李順載      | 所有韩国演员都尊敬的国民演员，从黑白胶片时期开始就一直不停地进行演员活动。至今他依然是电影的主人公，但从某一天开始他的记忆开始模糊。看到顺载在拍摄过程中甚至无法认出导演，似乎回到过去某个时候的模样，投资公司开始考虑更换演员。希望能拍完电影的顺载能否圆满地画上句号呢？                       | 11       |
| 金亚中      | 金亚中      | 2004年出道后成为爱情喜剧女王，涉猎各种题材和综艺，积累了丰富的作品经历。她将担任釜山国际电影节的单独MC，虽然准备得很仔细，但却遇到了意想不到的问题，作为电影人的自豪感和与现实妥协，让她陷入了深深的苦恼中。                                                                                     | 12       |

### 客串人物
| 演員   | 角色   | 介紹 | 登场集数 |
| 李智慧 | 艾美   | 名導演-塔倫蒂諾的經紀公司代表。 | 1        |
| 邊永姝 | 邊永姝 | 电影导演，有意邀请陈善圭、李熙俊出演其新作品。                                                                                        | 2        |
| 高健漢 | Alex   | 千齐认前男友。 | 4        |
| 崔秀琳 |        | 永卓在电视剧中的母亲。 | 5        |
| 羅暎錫 | 羅暎錫 | 明星PD，邀请金姝怜参与其新节目《Biong Biong地球娛樂室》第二季。                                                                       | 9        |
| 金昌玉 | 金昌玉 | 金姝怜的心理咨询师。 | 9        |
| 魯敏宇 | 吴勋   | 既是演员，又是天才电影导演。金重敦有意推荐姜熙善参演其执导的新片。                                                                    | 9        |
| 柳賢慶 | 芮旼秀 | 韩国具有代表性的知名电影导演，许多演员都渴望能参演她的作品。过去认为丹尼尔·海尼是自己的缪斯，但却被他决绝了自己的剧本，因此产生误会。 | 10       |

## 原聲帶
- Part.1（發行日期：2022年11月08日）

| 曲序 | 曲目                                 | 演唱          | 时长 |
| ---- | ------------------------------------ | ------------- | ---- |
| 1.   | Looking Forward To Tomorrow          | Bily Acoustie | 3:52 |
| 2.   | Looking Forward To Tomorrow（Inst.） |               | 3:52 |

- Part.2（發行日期：2022年11月15日）

| 曲序 | 曲目                      | 演唱   | 时长 |
| ---- | ------------------------- | ------ | ---- |
| 1.   | Childhood Dreams          | 金俊秀 | 3:45 |
| 2.   | Childhood Dreams（Inst.） |        | 3:45 |

- Part.3（發行日期：2022年11月22日）

| 曲序 | 曲目                   | 演唱  | 时长 |
| ---- | ---------------------- | ----- | ---- |
| 1.   | Feel My Heart          | Junny | 3:09 |
| 2.   | Feel My Heart（Inst.） |       | 3:09 |

- Part.4（發行日期：2022年11月28日）

| 曲序 | 曲目               | 演唱        | 时长 |
| ---- | ------------------ | ----------- | ---- |
| 1.   | Get Up             | Lee Joonhwa | 2:34 |
| 2.   | Get Up（Eng Ver.） |             | 2:34 |
| 3.   | Get Up（Inst.）    |             | 2:34 |

- Part.5（發行日期：2022年11月29日）

| 曲序 | 曲目                 | 演唱     | 时长 |
| ---- | -------------------- | -------- | ---- |
| 1.   | On The Hill          | Boramiyu | 3:43 |
| 2.   | On The Hill（Inst.） |          | 3:43 |

## 收視率
| 集數       | 播出日期   | 尼爾森收視率     | 尼爾森收視率   |
| 集數       | 播出日期   | 大韓民國（全國） | 首爾（首都圈） |
| ---------- | ---------- | ---------------- | -------------- |
| 1          | 2022/11/07 | 3.710%           | 4.406%         |
| 2          | 2022/11/08 | 3.609%           | 4.294%         |
| 3          | 2022/11/14 | 3.274%           | 4.123%         |
| 4          | 2022/11/15 | 3.028%           | 3.747%         |
| 5          | 2022/11/21 | 3.096%           | 3.778%         |
| 6          | 2022/11/22 | 2.921%           | 3.476%         |
| 7          | 2022/11/28 | 2.549%           | 3.090%         |
| 8          | 2022/11/29 | 3.540%           | 3.740%         |
| 9          | 2022/12/05 | 2.924%           | 3.425%         |
| 10         | 2022/12/06 | 2.996%           | 3.719%         |
| 11         | 2022/12/12 | 2.416%           | 3.134%         |
| 12         | 2022/12/13 | 3.608%           | 4.144%         |
| 平均收視率 | 平均收視率 | 3.139%           | 3.756%         |

- 收視最低的集數以藍色表示，收視最高的集數以紅色表示，而空格則表示該集的收視沒有相關數據。

## 同時段競爭作品
- SBS月火連續劇：《Cheer Up》
- KBS2月火連續劇：《謝幕》
- ENA 月火連續劇：《什麼都不想做》

## 外部連結
- 韓國tvN官方網站
- Daum上《明星經紀人生存記》的資料
- 在Netflix上觀看《明星經紀人生存記》

| tvN 月火劇                                      | tvN 月火劇                                             | tvN 月火劇 |
| ----------------------------------------------- | ------------------------------------------------------ | ---------- |
|                                                 | 明星經紀人生存記 （2022年11月7日－2022年12月13日）     |            |
| 精神教練諸葛吉 （2022年9月12日－2022年11月1日） | Missing：他們存在過2 （2022年12月19日－2023年1月24日） |            |